# Radio Sierra
Radio Sierra es una emisora de radio que tiene su sede en La Puerta de Segura, municipio español de la provincia de Jaén en la comunidad autónoma de Andalucía. Emite en FM en la frecuencia 96.4 MHz y también por Internet. La emisora tiene cobertura en las comarcas jienenses de Sierra de Segura, El Condado y Las Villas así como una amplia demarcación de las provincias de Albacete y Ciudad Real, llegando con calidad a una población superior a las doscientas mil personas.[cita requerida]

## Equipo directivo
| Cargo    | Identidad                |
| Director | Ricardo Castillo Huertas |
| Locutora | Mamen Rodríguez          |

## Premios y distinciones
En 1996, tras el éxito de emisión del programa También hablamos, programa destinado a los vecinos mayores de la Comarca de Sierra de Segura, la Diputación de Jaén decide editar algunos de los programas emitidos. También ha recibido varios reconocimientos por su labor. Entre los más importantes, destaca el Premio Meridiana a los medios de comunicación en el año 2000 entregado por el Instituto Andaluz de la Mujer, por la difusión de valores de igualdad entre mujeres y hombres. En 2010 recibió el galardón del II Premio de Periodismo y Comunicación Local, dado por la Diputación Provincial de Jaén, por el programa dedicado al poeta serreño Jorge Manrique

## Programas
Radio Sierra compone su parrilla con programas tanto de producción propia como exterior
PRODUCCIÓN PROPIA
1. -Desde Mi balcón Mamen Rodríguez y Manu Herrera te traen este magazín que incluye numerosas secciones y espacios: Felicite usted (Saludos y dedicatorias), ¿Será posible? (La respuesta a casi todo), El Eurobalcón (Éxitos musicales de otras décadas), Cuentacuentos, Conoce las Aves del parque natural, Pon la mesa (Cocina y gastronomía) con Alberto Lozano, El Rapapolvos (Participación y denuncia), A su salud (Prevención y promoción de la salud), concursos o el provechoso Consultorio de Doña Gloria:.
2. -Libre Directo:Programa deportivo en el que se hace un repaso general desde primera división hasta el fútbol de la comarca y provincia , con Francisco Juan Torres
3. -Matinal Sierra:Programa despertador en que te damos los buenos días de la mejor forma
4. -Radio Sierra fin de semana:Programa en el que damos la bienvenida al fin de semana a la par que repasamos lo acontecido en ella , "Echamos la Quiniela"... , Al igual que Desde mi Balcón también tiene la sección Felicite Usted -
5. Sitio Distinto: Programa musical con Mariano Ojeda en el que este nos trasmite sus "Estados de animo musicales" a través de las ondas

EXTERNOS RNE
- -Boletines Informativos -Diario de las 2 -Radiogaceta de los deportes -Tablero deportivo

EXTERNOS MUSICA
- -La Cuenta Atrás -Los Super20  -Top Latino: -Super Zona Dance  -El Cofre del Pirata